# Helga Thaler Ausserhofer
Helga Thaler Ausserhofer (Campo Tures, 13 aprile 1952) è una politica italiana.

## Biografia
Commercialista, esponente di spicco del Südtiroler Volkspartei, Helga Thaler è stata per la prima volta deputata alla Camera nel 1992 mentre successivamente ha sempre lavorato al Senato, in cui ha ottenuto un seggio a seguito delle elezioni politiche del 1994, del 1996, del 2001 (in alleanza con L'Ulivo), del 2006 (in accordo con L'Unione) e del 2008.
È una dei leader della Wirtschaft (in italiano economia), la corrente moderata e maggioritaria della SVP.
Nella XIII Legislatura è stata vicepresidente della commissione Finanze e Tesoro e membro delle commissioni di vigilanza sull'anagrafe tributaria, di controllo degli Accordi di Schengen e consultiva in materia fiscale.
Nella XIV Legislatura di Palazzo Madama ha fatto parte della VI commissione (Finanza e tesoro) ed è stata segretario della IX commissione (Agricoltura). Fu una delle fondatrici del gruppo parlamentare Per le autonomie, di cui è stata presidente dal 6 giugno del 2001 fino alla naturale chiusura della legislatura. È stata anche membro della commissione della Difesa e della Giustizia. Infine ha preso parte al comitato parlamentare per i procedimenti di accusa e alle commissioni di vigilanza dei servizi radiotelevisivi, consultiva sull'attuazione della riforma amministrativa, d'inchiesta sulla mafia e su Telekom Serbia.
Nel 2006 ha tentato di convincere i senatori del suo stesso partito a votare Giulio Andreotti (membro del gruppo parlamentare da lei presieduto) come presidente del Senato, ottenendo però un rifiuto dai vertici della SVP: ha dichiarato di voler rispettare la volontà della maggioranza del suo partito, scegliendo di conseguenza il candidato del centro-sinistra Franco Marini.
Il 4 maggio 2006 è stata nominata questore del Senato: è la prima volta che un esponente della SVP ottiene tale incarico. Il 15 luglio 2013, pochi mesi dopo la fine della sua esperienza parlamentare, viene scelta come nuovo presidente della "Business Location Südtirol".

## Incarichi parlamentari
- Questore del Senato
- Membro della 6ª Commissione permanente (Finanze e tesoro)
- Membro della Commissione parlamentare per la semplificazione della legislazione